# 강릉MBC 정오의 희망곡
《정오의 희망곡 이승현입니다》는 대한민국의 방송국 강릉문화방송의 라디오 채널 강릉MBC FM4U(FM 94.3㎒)에서 낮 12시부터 오후 2시까지 방송했던 음악 전문 라디오 프로그램이다. 2014년 9월 21일 자로 29년만에 폐지되었다.

## 같이 보기
- 강릉문화방송
- MBC FM4U
- 정오의 희망곡 김신영입니다

| 강릉MBC FM4U        |                            |                           |
| 이전                | 정오의 희망곡 이승현입니다 | 다음                      |
| 이루마의 골든디스크 | 정오의 희망곡 이승현입니다 | 2시의 데이트 박경림입니다 |
| 오전 11시 ~ 낮 12시 | 낮 12시 ~ 오후 2시         | 오후 2시 ~ 오후 4시       |
| 일부 지역 자체 방송 | 강원 영동 북부지역 방송    | 전국방송                  |